# Hyman P. Minsky

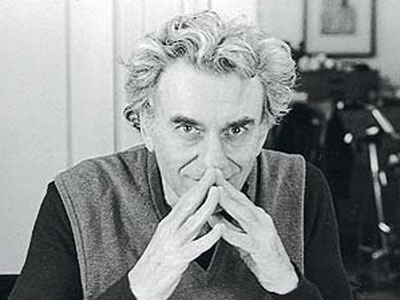
Hyman Minsky

Hyman P. Minsky (Hyman Philip Minsky; * 23. September 1919 in Chicago; † 24. Oktober 1996 in Rhinebeck, N.Y.) war ein US-amerikanischer Wirtschaftswissenschaftler. Er gilt als Postkeynesianer.

## Leben und Werk
Minskys Eltern waren aus Belarus in die USA eingewanderte aktive Gewerkschafter. Minsky, der als Kind die Weltwirtschaftskrise miterlebte, studierte an der Harvard University bei Joseph Schumpeter und war später Professor für Ökonomik an der Washington University in St. Louis. Wesentlich geprägt wurde er durch die Theorien von John Maynard Keynes, über den er ein Buch verfasste.
Seine Thesen von einer plötzlichen Finanzkrise trotz boomender Wirtschaft blieben lange Zeit unbeachtet, erlebten aber bei der Bankenkrise 2007 eine überraschende Bestätigung. Die Begriffe Minsky-Paradoxon, Minsky-Moment, Minsky-Kollaps oder Minsky-Meltdown wurden geboren. Darüber hinaus war Minsky an der Entwicklung der postkeynesianischen Theorie der Inflation beteiligt.
In Minskys Krisentheorie, die auch Charles P. Kindleberger beeinflusste, betreiben die Investoren zu Beginn eines Zyklus zunächst eine abgesicherte Finanzierung; die Einnahmen, die den Investitionen folgen, reichen aus, um die Kredite zurückzuzahlen. Erweist sich das Wirtschaftswachstum als stabil, erscheint eine spekulative Finanzierung rentabel. Die Einnahmen reichen jetzt nur noch aus, um die Zinsen der aufgenommenen Kredite zu bedienen; die Kredite selbst dagegen werden durch neu aufgenommene Kredite ersetzt. Schließlich gehen die Investoren zu einem Schneeballsystem über, einem „Ponzi scheme“ (benannt nach Charles Ponzi). Nun werden sogar zur Finanzierung der Zinslast Kredite aufgenommen, da die Investoren immer noch darauf vertrauen, dass ganz zum Schluss die Einnahmen aus der Investition ausreichen, um allen aufgelaufenen Verpflichtungen genügen zu können. Insgesamt wird die Wirtschaft immer labiler, bis es zu einem Platzen der Spekulationsblase und dem Ausbruch einer Finanzkrise kommt.
Minsky vertrat die Auffassung, dass die Finanzierungsprozesse einer kapitalistischen Ökonomie endogene destabilisierende Kräfte entwickeln. Er hielt die Finanzinstitutionen des Kapitalismus für „von sich aus ruinös“. Deshalb riet er dazu, zu akzeptieren, dass das Gebiet effizienter und wünschenswerter freier Märkte begrenzt ist.
Minskys Thesen stehen im Widerspruch zur klassischen bzw. neoklassischen Lehre, nach der die Märkte von selbst zu einem Gleichgewicht tendieren, sofern gewisse notwendige Voraussetzungen erfüllt sind (wie z. B. vollständiger Wettbewerb und Informationssymmetrie). Im März 2012 kam es zu einer Blogdebatte zwischen Steve Keen und Paul Krugman über die zentrale Rolle des Bankwesens für das Wirtschaftsverständnis in Minskys Theorie.

## Veröffentlichungen
- John Maynard Keynes. 1975.
  - John Maynard Keynes. Finanzierungsprozesse, Investition und Instabilität des Kapitalismus. Metropolis, Marburg 1990, ISBN 3-926570-06-7. 2. Auflage 2007, ISBN 978-3-89518-656-1.
- Can „It“ Happen Again? Essays on instability and finance. 1982.
- Stabilizing an Unstable Economy. 1986.
- The Financial Instability Hypothesis. In: Philip Arestis, Malcolm Sawyer (Hrsg.): Handbook of Radical Political Economy. 1993 (PDF).
- Business Cycles in Capitalist Economies (Memento vom 14. Oktober 1997 im Internet Archive). In: MIJCF, Jobs & Capital. Vol. 3, Sommer 1994 (Internet Archive).
- Instabilität und Kapitalismus. Hrsg. und mit einer Vorbemerkung von Joseph Vogl. Diaphanes, Zürich 2011, ISBN 978-3-03734-144-5; darin
  - Die Hypothese der finanziellen Instabilität: Kapitalistische Prozesse und das Verhalten der Wirtschaft. Aus dem Englischen von Michaela Grabinger.
  - Finanzielle Instabilität: Die Ökonomie der Katastrophe. Aus dem Englischen von Florian Oppermann.